# Torrente 4. – A válság halálos
A Torrente 4. – A válság halálos (Torrente 4: Lethal Crisis) a Torrente-sorozat negyedik epizódja, melynek írója, rendezője és főszereplője Santiago Segura. Ez volt az első Torrente-epizód, amit sztereoszkopikus 3D-ben is bemutattak, és számos híresség is megjelent benne. Az előző részekhez képest sokkal szókimondóbb és provokatívabb képi világú epizód készült, mely emiatt negatív kritikákat is kapott.[forrás?]

## Cselekmény
José Luis Torrente a befolyásos Rocamora-család esküvőjén tevékenykedik, mint biztonsági főnök, de faragatlan viselkedésével és slampos kinézetével egyből botrányt kavar. Véletlenül leleplezi a menyasszonyt, ahogy félrelép az egyik pincérrel, és talál egy csomag gyanús drogot is nála. Hogy hallgasson a dologról, szexuális szolgáltatásra veszi őt rá, amit egy lesifotós megörökít. Torrente a nyomába ered, és ezzel tönkreteszi a lagzit. Másnap El Fary sírjánál panaszkodik, hogy Spanyolország már nem a régi, majd odacsinál a sírja mellé, mert rájön a hasmenés. Később egy ingyenkonyha szemeteséből eszik, majd ellátogat egy peep show-ba. Ott megpróbálja a takarítót, Julitót a hírnevével lenyűgözni, hogy lehúzhassa őt pénzzel, s átad neki egy névjegyet. A napját aztán egy vendéglőben folytatja, ahol szintén botrányt provokál, hogy megszerezhesse az ételmaradékokat. Éjszaka pedig borért cserébe kénytelen lefeküdni egy hajléktalan nővel.
Másnap mellette ébred, majd felmegy a lakására, ami tele van bevándorlókkal, akiket némi összeg fejében megtűr a lakásában. A főbérlője elveszi tőle a teljes lakbért, és rosszallását fejezi ki a sok illegális ottlakó miatt. Torrente, hogy felejtsen, lemegy a kocsmába, ahol még mindig tartozása van. De várja ott valaki más is: Ramirez, egy furcsa, félreálló szemű fickó, aki egy raktárba viszi őt, hogy nyugodtan beszélhessen vele. Ott aztán rá akarja venni arra, hogy öljön meg valakit hidegvérrel: egy férfit, akiről nem tud túl sokat. Torrente végül elvállalja az ügyet, aztán szokása szerint néhány srácból akar csapatot verbuválni, hogy segítsenek neki. Úton hazafelé meglátja Julitót, akit két prostituált molesztál. Miután kimentette a szorult helyzetéből, beveszi őt is a csapatba. Az egyik srác, Tito anyja azonban szétveri a kis bagázst, miután szétzavarja a náluk gyülekező fiatalokat.
A csapatban csak Torrente és Julito maradnak, akik elköltik a gyilkosságra előlegnek kapott pénzt. Ezután megfigyelésbe kezdenek a célszemély lakásánál, majd két prostituált távozása után behatolnak az épületbe. Julito megretten és visszalép, Torrente viszont bemegy. Odabent döbbenten tapasztalja, hogy a célszemély halott, és ebben a pillanatban a rendőrség is megérkezik, és letartóztatják gyilkosság vádjával. A rendőrautóból döbbenten látja, hogy Julito adta őt fel Ramirezen keresztül. Torrentét ártatlanul fegyházba zárják, ahol veszélyes alakokkal kerül össze. Itt találkozik többek között Gregorio bácsikájával, aki azonban már korábban elmondta mindenkinek, hogy ő rendőr volt, s ezért mindenki rá vadászik. Egy rab, Peralta, azonban védelmébe veszi őt. A börtönlelkész, Tobias atya is igyekszik megvédeni őt néhány nagydarab inzultáló rabtól. Torrente időközben azt tervezi, hogy megszökik a börtönből, és bosszút áll. Gregorio bácsikája beavatja őt egy Kolibri nevű rab terveibe, aki évek óta lyukat ás a börtönből kifelé. A járaton való szökés terve azonban kevéssé tűnik sikeres megoldásnak, hiszen a fegyőrök ettől még elkaphatják őket.
Torrente ekkor azt találja ki, hogy a Menekülés a győzelembe című film alapján szervez egy futballmeccset a fegyőrökkel, és így szöknek meg. Ötletét felveti Castano úrnak, a börtön vezetőjének, aki annak idején ifjúsági focista volt a Real Madrid-ban. Az irodájában közben Torrente felméri a börtön makettje alapján a helyzetüket, majd később összeválogatja a csapatát. Castano azonban szintén nekilát a válogatásnak, ezért Torrente kemény edzésbe kezd. A mérkőzés napján aztán kiderül, hogy a rabok Atlético de Madrid-szereléses válogatottja ellen maga a Real Madrid játékosai állnak ki. A Real-csapat tönkreveri Torrentéék csapatát, ezért Torrente szándékosan felrúgatja az egyik emberét, hogy azt elkísérhesse a gyengélkedőbe. Természetesen nem arra mennek, hanem Peraltával, Gregorio bácsival, és Kolibri úrral az alagút felé veszik az irányt, hogy amíg mindenki a meccsel van elfoglalva, megszökhessenek. Torrente mászik legutoljára, aki viszont tekintélyes túlsúlya miatt beszorul, és az alagút beomlik, társai pedig meghalnak. Torrente bent marad a börtönben, de megfigyelés alá kerül. Újabb szökési kísérletnek a börtönkórusok versenyén való részvételt próbálja kihasználni, ugyanis ehhez elhagyják a fegyházat. Társai segítségével megszökik a vécéablakon keresztül, majd a rendőrök üldözése közepette igyekeznek elmenekülni.
Miután szabadlábra került, első dolga megkeresni Julitót. A bordélyházban rá is lel, majd üldözőbe veszi. Julito a háztetőkön való üldözés után lezuhan, de túléli. Mindössze annyit tud elmondani, hogy Ramirez fizetett neki, de nem tudja, ki állt a háttérben. Ezért Torrentéék beállítanak Ramirezhez vacsorára, mintha meghívást kaptak volna. Ramirez a családja előtt megpróbálja leplezni a dolgokat, de mikor magukra maradnak, erőszakkal kiszedik belőle, hogy Rocamora volt, aki elrendelte az egészet, amiért tönkretette az esküvőt. Torrente tudja, hogy a férfi gyenge pontja a lánya, ezért elhatározza, hogy megzsarolja a lesifotós által készített képekkel. Felhívja telefonon, és közli vele a feltételeit, de eközben lekövetik a hívást. A rosszfiúk üldözőbe veszik őket, de Torrente rájuk uszítja a nála lakó bevándorlókat. Személyesen találkoznak egy bevásárlóközpontban Rocamorával, ahol elcserélik a képeket a pénzre, de Rocamora meg akarja őket öletni, hogy visszaszerezze a pénzt. Sikerül lerázni a gazembereket, ám ekkor autóval erednek a nyomába. Az üldözés végén azonban kizuhan a bevásárlóközpontból, ahol Rocamora végezni akar vele, de Julito begyújtja a kiszivárgott benzint, és felrobbantja a gazfickót.
Torrente megtartotta volna a pénzt, amit kapott, de a rendőrség ismét megérkezik, és újra visszaviszik őt a börtönbe, ahol a helyi tánckar oszlopos tagja lesz.

## Szereplők
| Szerep                 | Színész               | Magyar hang    |
| ---------------------- | --------------------- | -------------- |
| José Luis Torrente     | Santiago Segura       | Csuja Imre     |
| Julito "Csingcsöng"    | Kiko Rivera           | Stohl András   |
| Encarni                | Silvia Abril          |                |
| Gregorio Torrente      | Tony Leblanc          | Harsányi Gábor |
| Ramirez                | Enrique Villén        | Barbinek Péter |
| Rocamora               | Francisco González    | Haagen Imre    |
| Mélanie Rocamora       | Maria Lapiedra        |                |
| Castano börtönigazgató | David Venancio Muro   | Bodrogi Attila |
| Ramirez felesége       | Emma Ozores           | Agócs Judit    |
| Vacambrosia            | Yolanda Ramos         |                |
| Torrente főbérlője     | Belén Esteban         |                |
| Chancletas             | David Castillo        |                |
| Chancletas anyja       | Soledad Mallol        |                |
| Cisco                  | Luis Miguel Luengo    |                |
| Peralta                | Yon González          | Czető Roland   |
| Tobias atya            | David Fernández Ortiz | Sörös Miklós   |
| özvegy a temetőben     | Ana Obregón           | Réti Szilvia   |